# Thyridia pythodoris
Thyridia pythodoris är en fjärilsart som beskrevs av Felder 1860. Thyridia pythodoris ingår i släktet Thyridia och familjen praktfjärilar. Inga underarter finns listade i Catalogue of Life.